# Hypobarathra unicolor
Hypobarathra unicolor là một loài bướm đêm trong họ Noctuidae.